# Dhanya
Dhanya is een geslacht van kevers uit de familie van de loopkevers (Carabidae). De wetenschappelijke naam van het geslacht is voor het eerst geldig gepubliceerd in 1919 door Andrewes.

## Soorten
Het geslacht Dhanya omvat de volgende soorten:
- Dhanya andrewesi Stork, 1985
- Dhanya bioculata Andrewes, 1919
- Dhanya brancuccii Deuve, 2007
- Dhanya cylindrella Stork, 1985
- Dhanya mulu Stork, 1985
- Dhanya parallela Andrewes, 1919
- Dhanya seminigra Andrewes, 1929